# Västindisk bomull
Västindisk bomull (Gossypium barbadense) är en buske ursprunglig i nordöstra Sydamerika, särskilt Peru. Den har stora gula blommor och handflikiga blad. Liksom andra bomullsarter har den rikligt med fröhår.
Västindisk bomull, även kallad Pimabomull eller egyptisk bomull, är den typ av bomull som oftast används vid framställning av textilfibrer det vill säga kläder, hemtextil eller industriprodukter. Pimabomull kallas den när den odlas i USA. Pimabomull är en av de bomullsarter som är av finare kvalitet. Detta beror på de långa, släta fibrerna (fiberlängden kan variera mellan 3,5 - 4,1 centimeter). De har en ljus gulaktig färg och ger tack vare de släta fibrerna en väldigt mjuk textil.